# Controverse des masters de Taylor Swift

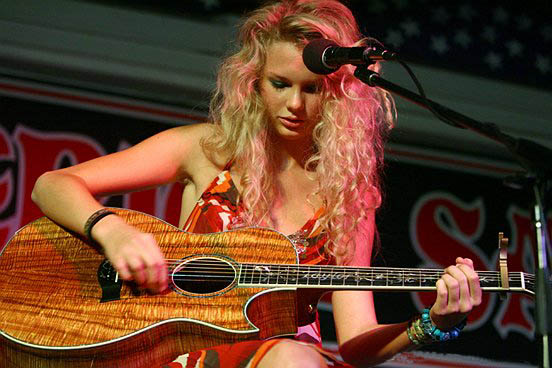
Taylor Swift (photo de 2006) a signé son contrat d'enregistrement avec Big Machine Records en 2005 à l'âge de 15 ans, donnant au label la propriété des masters de ses six premiers albums studio.

En juin 2019, l'auteure-compositrice-interprète américaine Taylor Swift se retrouve en conflit avec son ancien label, Big Machine Records, son fondateur Scott Borchetta (en) et son nouveau propriétaire Scooter Braun, au sujet de la propriété des masters de ses six premiers albums studio. Il s’agit d’un conflit très médiatisé qui attire une large attention et couverture médiatique.
Swift signe un contrat d'enregistrement avec Republic Records en novembre 2018 après l'expiration de son contrat Big Machine. Les médias grand public rapportent en juin 2019 que Braun a acheté Big Machine à Borchetta pour 330 millions de dollars, financés par diverses sociétés de capital-investissement, dont The Carlyle Group, celles de la famille de George Soros et 23 Capital,. Braun devient alors propriétaire de tous les masters, vidéoclips et œuvres d'art protégés par Big Machine, y compris ceux des six premiers albums studio de Swift. En réponse, Swift déclare avoir essayé d'acheter ses masters mais que Big Machine a proposé des conditions défavorables et qu'ils allaient les vendre à quelqu'un d'autre mais ne s'attendait pas à ce que ce soit Braun l'acheteur, rappelant qu'il est un « tyran incessant et manipulateur ». Borchetta affirme que Swift a refusé l'opportunité d'acheter ses masters.

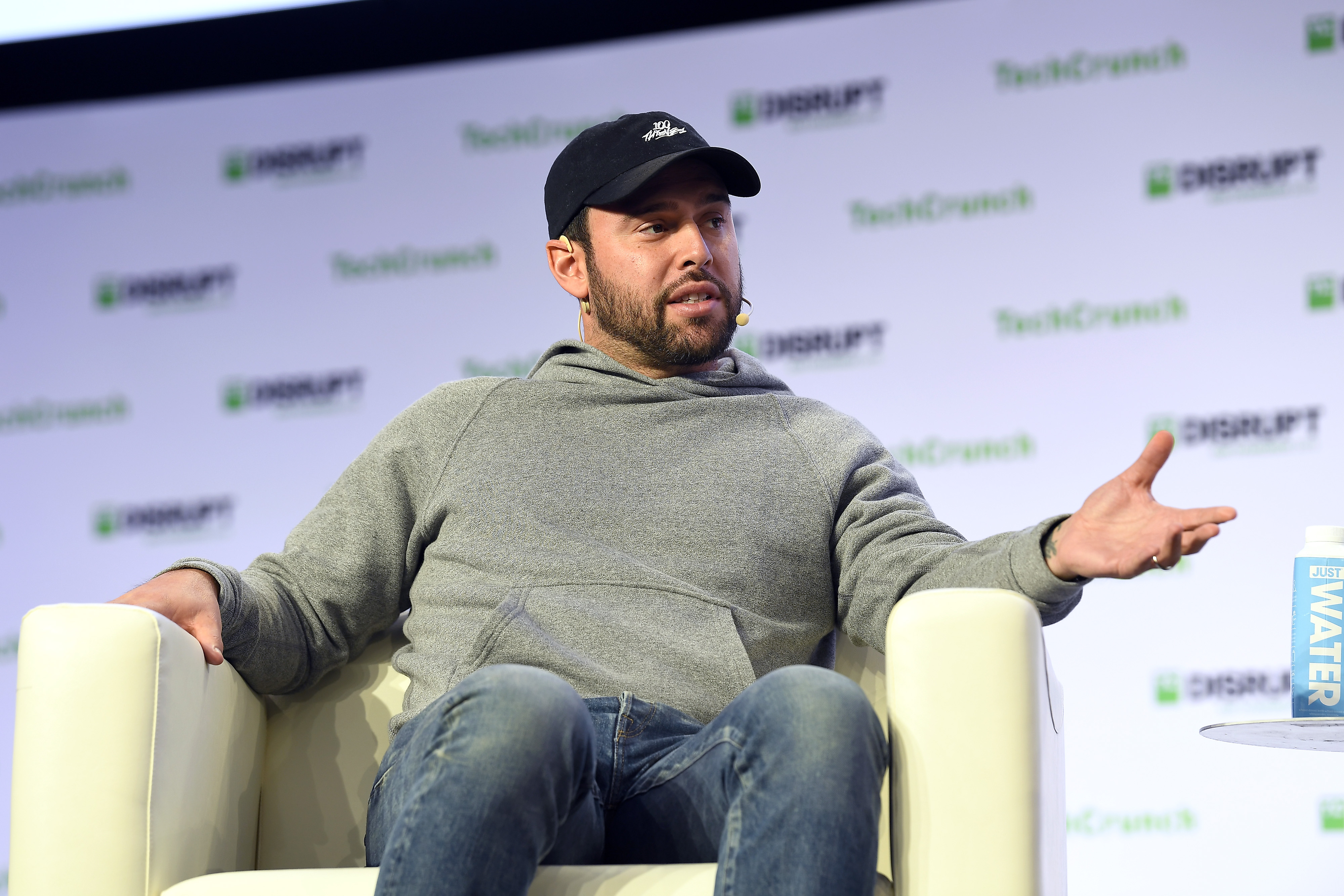
Scooter Braun (photo de 2019) rachète Big Machine en 2019 et devient propriétaire des masters des six premiers albums de Swift, qu'il vend ensuite à Shamrock Holdings en 2020.

Par conséquent, Big Machine et Swift sont mêlés à une série de désaccords conduisant à de nouvelles frictions ; Swift allègue que le label l'a empêchée d'utiliser sa musique pour les American Music Awards 2019 et son documentaire Miss Americana (2020), tandis que Big Machine sort Live from Clear Channel Stripped 2008 (2020), une œuvre inédite de Swift, sans son approbation. Swift annonce qu'elle réenregistrera les six albums pour en devenir pleinement propriétaire. En octobre 2020, Braun vend les masters à la société d'investissement de la famille Disney, Shamrock Holdings, pour 405 $ millions à condition qu'il continue d'en profiter. Swift exprime de nouveau sa désapprobation, rejette l'offre de partenariat en actions de Shamrock et sort les albums réenregistrés — Fearless (Taylor's Version) et Red (Taylor's Version) en 2021 puis Speak Now (Taylor's Version) et 1989 (Taylor's Version) en 2023 — via Republic, qui sont des succès critiques et commerciaux, battant plusieurs records de ventes, de streaming et de classements. Swift est la musicienne la mieux rémunérée de 2021.
Divers musiciens, journalistes, politiciens et universitaires soutiennent la position de Taylor Swift, suscitant un discours sur les droits des artistes, la propriété intellectuelle, le capital-investissement et l'éthique dans l'industrie musicale. Les publications décrient sa réponse et sa décision de réenregistrer comme des mesures influentes, encourageant les nouveaux artistes à négocier une plus grande propriété de leur musique. iHeartRadio, le plus grand réseau de radio des États-Unis, annonce qu'il remplacera les anciennes versions de sa diffusion par les morceaux réenregistrés de Swift. Billboard nomme la chanteuse comme la plus grande pop star de 2021 pour les succès sans précédent de son projet de réenregistrement. Braun a depuis exprimé ses regrets d'avoir acheté les masters de Swift et Big Machine dans son ensemble, et a ensuite vendu l'intégralité de sa holding, Ithaca, à Hybe Corporation.

## Contexte

### Loi
En vertu de la loi américaine sur le droit d'auteur, une sortie musicale est soumise à deux droits d'auteur distincts : le droit d'auteur sur la chanson ou la composition musicale elle-même, et le droit d'auteur sur l'enregistrement spécifique de cette chanson, qui est généralement contenu sur un master. Le master est le premier enregistrement de la musique, à partir duquel des copies sont réalisées pour la vente et la distribution. Le propriétaire du master détient donc les droits d'auteur sur tous les formats de l'enregistrement, tels que les versions numériques à télécharger ou en streaming, ou les versions physiques telles que les CD et les vinyles LP. Toute personne souhaitant utiliser ou reproduire un enregistrement doit obtenir une licence de droit d'auteur autorisée par le propriétaire principal. Avant l’émergence des plateformes numériques, les musiciens comptaient sur les maisons de disques pour promouvoir leur musique par des moyens tels que la diffusion ou la distribution physique aux détaillants. Les labels exigaient généralement que les artistes leur accordent les droits sur les masters « à perpétuité ». D'autre part, la possession de l'œuvre musicale est appelée droits de publication, qui couvrent les paroles avant qu'elles ne deviennent un enregistrement sonore : ses mélodies, ses partitions, sa composition et ses arrangements instrumentaux. Les auteurs-compositeurs détiennent généralement les droits d'édition et sont appelés « éditeurs » de la musique.

### Contexte
Taylor Swift est une auteure-compositrice-interprète américaine originaire de Wyomissing, en Pennsylvanie. En 2003, à 13 ans, elle visite de grandes maisons de disques à Nashville, Tennessee, pour essayer d'obtenir un contrat d'enregistrement, mais est refusée. En 2004, Swift interprète des chansons originales lors d'un showcase de RCA Records et reçoit un contrat de développement d'artiste, après quoi elle emménage à Nashville et travaille avec des auteurs-compositeurs expérimentés de Music Row tels que Troy Verges, Brett Beavers, Brett James, Mac McAnally et les Warren Brothers,. En 2005, elle devient la plus jeune artiste (15 ans) signée par la maison d'édition Sony/ATV Tree, mais quitte RCA Records, propriété de Sony, en raison de ses inquiétudes quant au fait que « les accords de développement pourraient mettre les artistes de côté »,. Plus tard la même année, Swift participe à un showcase de l'industrie au Bluebird Café de Nashville, où elle est remarquée par un dirigeant de DreamWorks Records, Scott Borchetta (en), qui a l'idée de créer son propre label indépendant. Finalement, Swift signe un contrat d'enregistrement de 13 ans avec le nouveau label de Borchetta basé à Nashville, Big Machine Records, en tant que première artiste d'enregistrement. L'accord donne à Big Machine la propriété des masters des six premiers albums de Swift en échange d'une avance de fonds.
De 2006 à 2017, Swift sort six albums studio avec Big Machine : Taylor Swift (2006), Fearless (2008), Speak Now (2010), Red (2012), 1989 (2014) et Reputation (2017), tous étant des succès commerciaux qui l'établissent comme l'une des artistes ayant vendu le plus de disques. Bien que Big Machine soit propriétaire des masters, Swift conserve les droits de publication des albums en raison de son rôle d'auteur-compositeur principal de toutes les chansons qu'elle a publiées sous le label. Cela lui permettrait de réenregistrer les chansons à l'avenir si elle le souhaite, conformément à l'accord artiste-label qui limite à l'artiste le droit de réenregistrer une chanson pendant une période de temps déterminée ; Swift n'aurait pas pu réenregistrer son travail musical si elle n'avait pas été auteure-compositrice,.
En août 2018, selon Billboard, l'avocat de Swift, Donald Passman, et son équipe de direction proposent à Big Machine Label Group que les masters soient revendus à Swift alors que leur contrat approchent de l'expiration ; le groupe répond que cela n'arrivera que si elle renouvelle son contrat d'enregistrement avec Big Machine, acceptant de créer plus d'albums sous le label pour la prochaine décennie. Les deux parties ne parviennent pas à un accord.
Finalement, le contrat de Swift avec Big Machine Records expire en novembre 2018, après quoi elle signe un nouveau contrat global avec Republic Records, un label basé à New York appartenant à Universal Music Group. Variety rapporte que le catalogue de Swift représente environ 80 % des revenus de Big Machine. Taylor Swift révèle une négociation dans le cadre de son contrat avec Republic : toute vente des actions d'Universal à Spotify, la plus grande plateforme de streaming de musique à la demande au monde, aboutisse à des actions pour tous les artistes d'Universal sur une base non récupérable. Le contrat permet également à Swift de posséder entièrement les albums distribués par le label — à la fois les masters et les droits d'édition — à commencer par son septième album studio, Lover (2019), et, comme le rapporte Forbes, offre un paiement de redevances de 50 % ou plus par rapport aux 10 à 15 pour cent que Swift recevait « probablement » de Big Machine.

## Différend

### Acquisition par Braun
Scooter Braun est un propriétaire de médias américain, un gestionnaire de talents et un homme d'affaires connu pour avoir géré les carrières de Justin Bieber, Ariana Grande, Demi Lovato et Kanye West via sa société de médias SB Projects,. En juin 2019, le Wall Street Journal, suivi par d'autres médias grand public, rapporte que la holding de Braun, Ithaca Holdings LLC, a entièrement acquis Big Machine Label Group pour un montant estimé à 330 million de dollars,. L'achat englobe tous les aspects de l'activité de Big Machine, y compris sa liste de clients, ses accords de distribution, ses droits d'édition et ses maîtres de musique, et est financé par des sociétés de capital-investissement américaines telles que Carlyle Group, 23 Capital et Soros Fund Management, qui tous possèdent une partie prenante chez Ithaca. Dans une annonce conjointe, les sociétés affirment que le rachat « crée l'une des sociétés de label, de gestion, de streaming, d'édition et de médias les plus puissantes en combinant des services, des artistes, des dirigeants et une expertise complémentaires ». Dans le cadre de l'acquisition, la propriété de tous les masters et droits d'auteur détenus par Big Machine, y compris ceux des six premiers albums studio de Swift, sont transférée à Braun. Borchetta rejoint le conseil d'administration d'Ithaca, acquérant une participation minoritaire dans Ithaca et reste président-directeur général de Big Machine.

### La réponse de Swift
Le 30 juin 2019, Big Machine annonce via les réseaux sociaux que le groupe de labels a été racheté par Braun, à la suite de quoi Swift dénonce cette acquisition sur Tumblr le même jour. Elle déclare qu'elle a essayé d'acheter ses masters pendant des années, mais qu'elle n'a eu aucune chance à moins de signer un autre contrat qui l'obligerait à créer six albums supplémentaires sous le label en échange des masters des six premiers, ce qui, à son avis, est « inacceptable ». Même si elle savait que Big Machine était à vendre, elle déclare qu'elle ignorait que Braun — qu'elle a décrit comme un « tyran incessant et manipulateur » — serait l'acheteur : « Essentiellement, mon héritage musical est sur le point de reposer entre les mains de quelqu'un qui a tenté de le démonter ». Elle souligne l'implication de Braun dans la création du clip de West pour son single Famous de 2016, qu'elle décrit comme « un clip de revenge porn qui mets [mon] corps à nu ». Swift affirme également que Braun a influencé Kim Kardashian, alors mariée à West, pour orchestrer la diffusion d'un extrait « illégalement enregistré » de l'appel téléphonique de Swift avec West, et que « deux des clients [de Braun] » se sont entendus pour intimider Swift en ligne, faisant référence à une capture d'écran d'un FaceTime entre Bieber, West et Braun, publiée sur l'Instagram de Bieber après que Kardashian ait publié l'extrait,. Swift accuse Borchetta d'avoir trahi sa loyauté pour avoir vendu ses masters à Braun en sachant le rôle de celui-ci dans le harcèlement subit par la chanteuse. Passman fait valoir que Borchetta n'a jamais donné à Swift « l'opportunité d'acheter ses masters, ou le label, directement avec un chèque comme [Borchetta] le fait apparemment maintenant pour les autres ».

### La réponse de Borchetta
En réponse, Borchetta publie un article de blog intitulé « Il est temps de connaître la vérité » sur le site Web de Big Machine. Le 25 juin 2019, les actionnaires de Big Machine et d'Ithaca Holdings ont un appel téléphonique concernant la transaction. Alors que le père de Swift, Scott, est l'un des actionnaires minoritaires du label (4 %), il n'a pas rejoint l'appel en raison d'un accord de non-divulgation « très strict ». Un dernier appel a lieu le 28 juin, lorsque Scott Swift est représenté par un avocat de la société de gestion de Taylor Swift, 13 Management. Borchetta déclare avoir envoyé un SMS à Swift le 29 juin, affirmant qu'elle était au courant de la transaction avec Braun à l'avance. Il nie l'hostilité de la chanteuse envers Braun, et poste un message texte qu'il prétend avoir été envoyé par la Taylor Swift avant de signer chez Republic Records ; dans le message, elle déclare qu'elle accepterait un autre contrat de sept ans avec Big Machine à condition qu'elle devienne propriétaire de ses œuvres audiovisuelles. Borchetta accepte, mais demande un contrat de dix ans. L'authenticité du message n'a pas été vérifiée.

## De nouveaux conflits

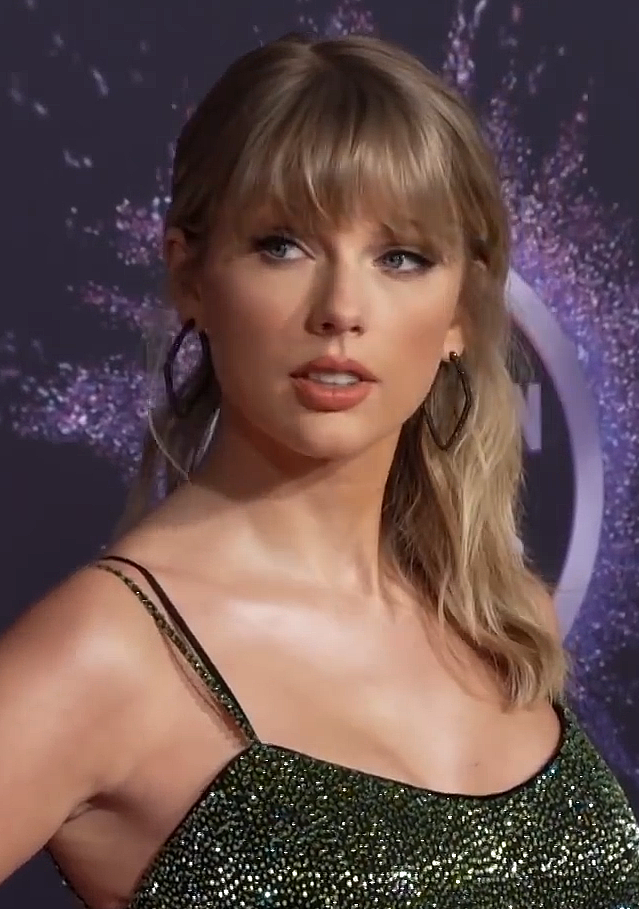
Swift aux American Music Awards 2019.

Le 14 novembre 2019, Swift accuse Braun et Borchetta de l'empêcher d'interpréter ses anciennes chansons aux American Music Awards de 2019 et d'utiliser du matériel plus ancien pour son documentaire de 2020 Miss Americana. Elle déclare qu'ils « exercent un contrôle tyrannique » sur sa musique et affirme que Borchetta a dit à son équipe qu'elle ne serait autorisée à utiliser la musique que si elle accepte de ne pas réenregistrer des « versions copiées » de ses chansons ; elle commente : « Le message qui m'est envoyé est très clair. En gros, sois une bonne petite fille et tais-toi. Ou tu seras punie. ».
En réponse, Big Machine rejette l'affirmation de Swift : « Nous avons travaillé avec diligence pour avoir une conversation sur ces questions avec Taylor et son équipe afin d'avancer de manière productive. Cependant, malgré nos efforts persistants pour trouver une solution privée et mutuellement satisfaisante, Taylor a pris la décision unilatérale hier soir de recruter sa base de fans ». Cependant, le 18 novembre, le label publie une déclaration disant qu'il « accepte d'accorder toutes les licences des performances de leurs artistes pour diffuser après le spectacle et pour les rediffuser sur des plateformes mutuellement approuvées » pour les AMA, sans nommer Swift. Il déclare également que Big Machine a négocié avec le producteur des AMA, Dick Clark Productions (DCP). Au contraire, DCP déclare n’avoir jamais accepté de publier une quelconque déclaration avec Big Machine.
Le publiciste de Taylor Swift, Tree Paine, publie une déclaration le lendemain où il dit que Swift a évité d'interpréter ses anciennes chansons au Tmall Double Eleven Gala 2020, un événement de la Fête des célibataires à Shanghai, en Chine, et n'a chanté que trois chansons de Lover, car « il est clair que Big Machine Label Group ressent toute interprétation télévisée des chansons de son catalogue comme violant son accord », en joignant une capture d'écran d'une partie d'un prétendu e-mail de Big Machine qui dit : « Veuillez noter que [Big Machine] n'acceptera pas de délivrer des licences pour des enregistrements existants ou de renoncer à ses restrictions de réenregistrement en lien avec ces deux projets : le documentaire de Netflix et l'événement d'Alibaba 'Double Eleven' ». Paine dément également la déclaration de Big Machine selon laquelle Swift « a admis devoir contractuellement des millions de dollars et de multiples actifs » au label, et affirme que le label tente de détourner « les 7,9 millions de dollars de redevances impayées » que le label doit à la chanteuse « sur plusieurs années », évaluées par « un auditeur professionnel indépendant ». Elle interprète six chansons aux AMA 2019 le 24 novembre 2019, dont quatre provenant de ses six premiers albums et reçoit le prix de l'artiste de la décennie.
En avril 2020, Big Machine sort le Live from Clear Channel Stripped 2008, un album live des performances de Taylor Swift lors d'une émission de radio en 2008. Swift déclare qu'elle n'a pas autorisé la sortie, et la rejette comme « juste un autre cas de cupidité éhontée à l'époque du coronavirus ». Live from Clear Channel Stripped 2008 ne se vend qu'à 33 unités aux États-Unis et n'entre dans aucun classement. D'août 2019 à janvier 2020, Big Machine sort 4 000 vinyles de chacun des singles de Taylor Swift pour le 13e anniversaire de l'album, ce qui suscite une réaction immédiate de la part des partisans de Swift,.

## Conséquences
La solution de Taylor Swift à la crise est de créer de nouveaux enregistrements de toutes les œuvres musicales de ses six albums, en utilisant les droits d'édition qu'elle conserve, et de faire en sorte que le produit fini sonne aussi près que possible de l'original. Elle annonce en août 2019, dans un épisode spécial de CBS News Sunday Morning avec la journaliste américaine Tracy Smith, qu'elle « réengistrera » et sortira les six albums pour en détenir elle-même l'intégralité des droits,,, dès que son contrat Big Machine le lui permettra. En réenregistrant, la chanteuse reprend techniquement ses propres chansons sous forme de nouveaux enregistrements, ce qui donne lieu à de nouveaux masters qu'elle possède entièrement, lui permettant de contrôler la licence de ses chansons à des fins commerciales, connue sous le nom de synchronisation, en échappant aux propriétaires des anciens masters et par la suite en les dévalorisant.

### Vente à Shamrock
En octobre 2020, Braun vend les masters, les vidéos associées et les œuvres d'art à Shamrock Holdings, une société américaine de capital-investissement détenue par le domaine Disney, pour un montant déclaré de 405 millions de dollars. Taylor Swift déclare qu'elle a tenté de négocier avec Braun, mais qu'il lui a offert une chance de racheter les masters uniquement si elle signe un NDA « à toute épreuve » qui lui permet uniquement de parler positivement de Braun pendant le processus ; elle refuse de le signer,. Elle affirme également que Braun a mandaté Shamrock pour ne pas l'informer de la vente jusqu'à ce qu'elle soit finalisée, et qu'elle a en outre décliné l'offre de Shamrock de devenir partenaire au capital, au motif que Braun et Ithaca Holdings continuent à bénéficier financièrement de son travail. Swift confirme sa décision initiale et commence le processus de réenregistrement en novembre 2020. En réponse, Shamrock publie une déclaration : « Nous avons réalisé cet investissement parce que nous croyons en l'immense valeur et en l'opportunité qui accompagne le travail de [Swift]. Nous respectons et soutenons pleinement sa décision et, même si nous espérions établir un partenariat formel, nous savions également que [le projet de réenregistrement de Swift] était un résultat possible que nous avions envisagé ». Selon un rapport de Music Business Worldwide de juin 2023, Braun et Ithaca ont réalisé un bénéfice de 265 millions de dollars grâce à l'achat et à la vente des masters.

### Les réenregistrements de Swift
Swift commence à sortir ses réenregistrements en 2021. Les albums et chansons réenregistrés sont identifiés par la note (Taylor's Version) ajoutée à tous leurs titres, pour les distinguer des enregistrements plus anciens.
En février 2021, Swift annonce avoir terminé le réenregistrement de Fearless et sort Love Story (Taylor's Version), un réenregistrement du premier single de l'album Love Story, le 12 février. Fearless (Taylor's Version) sort le 9 avril et reçoit des critiques élogieuses de la part des critiques musicaux, qui saluent sa décision de réenregistrer sa musique, la considérant comme un acte de préservation des droits des artistes,,. Le 15 septembre, à la suite d'une tendance virale TikTok impliquant Wildest Dreams (2015) qui gagne du terrain, l'enregistrement plus ancien de la chanson accumule 735 000 écoutes sur Spotify, marquant le plus grand flux quotidien jamais enregistré pour la chanson sur la plateforme de streaming. Le 17 septembre, Swift tease le pont de la chanson réenregistrée dans le cadre de ladite tendance avec un extrait sur TikTok, sous-titré « if you guys want to use my version of wildest dreams for the slow zoom trend, here she is! (si vous voulez ma version de wildest dreams pour la tendance du zoom lent, la voici !) ». Wildest Dreams (Taylor's Version) est ensuite diffusé sur les plateformes de streaming. Swift déclare qu'elle a vu Wildest Dreams en tendance sur TikTok et pensait que les fans devaient avoir « [sa] version » de la chanson,. Au cours de ses quatre premières heures de disponibilité, Wildest Dreams (Taylor's Version) engendre 2 003 391 flux Spotify, battant le record que l'ancien Wildest Dreams a établi quelques jours auparavant.
Le 12 novembre 2021, elle sort Red (Taylor's Version), la version réenregistrée de Red, composé des 30 chansons initialement destinées à la version 2012. L'album bat plusieurs records de ventes, de streaming et de charts,, et est largement acclamé, devenant son album le mieux noté par les critiques sur Metacritic. Son morceau de clôture, All Too Well (10 Minute Version) (Taylor's Version) (From the Vault), devient la 8echanson numéro un de la chanteuse au Billboard Hot 100 de sa carrière et est la chanson la plus longue de l'histoire à avoir atteint la première place. Le producteur de la chanson, Jack Antonoff, déclare à Rolling Stone qu'une chanson de 10 minutes en tête du Hot 100 apprend aux artistes à « ne pas écouter » ce que l'industrie a à dire. This Love (Taylor's Version), un morceau de 1989 (Taylor's Version), sort le 6 mai 2022. En septembre 2022, Swift aurait refusé une offre de performers pour la mi-temps du Super Bowl LVII 2023, refusant tant que son processus de réenregistrement n'est pas terminé.
En mars 2023, avant la tournée Eras, Swift sort un réenregistrement du morceau de l'édition de luxe Speak Now, If This Was a Movie, ainsi que des réenregistrements de Safe & Sound et Eyes Open issue de la bande originale de Hunger Games. Lors du premier concert de la tournée à Nashville le 5 mai, Swift annonce la sortie de Speak Now (Taylor's Version) prévue pour le 7 juillet. Il bat le record Spotify du plus grand nombre de streams en un seul jour pour un album en 2023, fait de Swift la première femme à faire entrer 12 albums à la première place du Billboard 200, et devient l'artiste féminine ayant le plus d'albums numéro un au Royaume-Uni dépassant Madonna.
Le 9 août, lors du sixième et dernier concert de la tournée à Los Angeles, Swift annonce que sa prochaine sortie, le 27 octobre 2023, sera 1989 (Taylor's Version), un réenregistrement de 1989.

### Enquête de presse
Le 16 novembre 2020, la journaliste de Variety Shirley Halperin rapporte : « Certains initiés spéculent que la valeur [des masters de Swift] pourrait atteindre 450 millions de dollars une fois certaines ristournes prises en compte ». Selon un rapport du Financial Times de novembre 2021, Braun pense que Swift « bluffait simplement » à propos des réenregistrements. Le journal déclare qu'après avoir acheté Big Machine, Braun a commencé à rechercher des acheteurs pour les masters du catalogue de Swift, et que lui et ses co-investisseurs avaient dit aux acheteurs potentiels que cette dernière ne réenregistrerait pas réellement les albums, qualifiant son annonce de « menace sans fondement » ; Scooter Braun déclare également aux acheteurs que les publications de la chanteuse sur le différend ne feraient que générer davantage de publicité, stimulant ainsi les flux et les téléchargements des albums. Le Financial Times affirme également que l'accord entre Braun et Shamrock prévoyait « un complément de prix post-achat pour Braun et Carlyle Group, si les ventes et les flux atteignaient des objectifs spécifiques ». Le 10 décembre 2021, le New York Times publie que le groupe Carlyle a contacté Braun pour l'encourager à parvenir à un cessez-le-feu avec Taylor Swift, comme un partenariat de coentreprise, pour l'empêcher de réenregistrer, selon un groupe non divulgué de « quatre personnes proches de la situation », dont trois ont déclaré que l'entreprise était « mécontente d'être entraînée dans le conflit de manière aussi publique ».
La journaliste de Business Insider, Anna Silman, publie une enquête exclusive en mars 2022 où elle dévoile que l'une des nombreuses raisons pour lesquelles Swift déteste l'achat de ses masters par Braun est sa mauvaise gestion de la relation entre Justin Bieber et Selena Gomez, cette dernière étant l'une des amies les plus proches de Swift et vice versa. Silman déclare également que Braun contrôle les reportages de plusieurs médias et blogs. Le rappeur américain Lil Twist raconte à Silman que Braun utilise des sites Web de tabloïd tels que TMZ et Page Six pour diffuser des histoires négatives sur le rappeur. Silman affirme que Braun a refusé de répondre officiellement et que beaucoup d'autres ont peur de le faire officiellement en raison de la « réputation de procédurier ». De plus, elle déclare que l'avocat de Scooter Braun, Marty Singer, a menacé Business Insider à plusieurs reprises au cours de l'enquête, affirmant que Silman est partiale et a « des liens profonds avec le camp de Taylor Swift ».

### Vente d'Ithaca
En avril 2021, Braun fusionne Ithaca avec la société de divertissement sud-coréenne Hybe Corporation, qui a racheté Ithaca pour une participation de 100 % par l'intermédiaire de sa filiale en propriété exclusive, Hybe America. La transaction, d'une valeur de 1 milliard de dollars, réuni SB Projects et Big Machine, dont Bieber, Grande, Lovato, J Balvin, Thomas Rhett, Florida Georgia Line et Lady A, ainsi que des groupes de K-pop comme BTS, Tomorrow X Together et Seventeen. Braun rejoint le conseil d'administration de Hybe. Dans une interview de septembre 2022 avec Jay Williams de NPR, il raconte regretter la façon dont l'acquisition de Big Machine a été gérée, admet qu'il y avait une « forme d'arrogance » lorsqu'il supposait que lui et Taylor Swift « pourraient arranger les choses », et qu'il a appris « une leçon importante ». Braun déclare également qu'il a été contraint d'effectuer l'achat dans le cadre d'une « NDA très stricte » et qu'il n'était donc pas autorisé à en parler à qui que ce soit,.

## Réactions
La controverse est très médiatisée, suscitant des réactions et des critiques sur Internet. Les réenregistrements de Swift sont l'un des sujets d'actualité les plus discutés et couverts de 2020-2021, et sont décrits par les médias comme l'un des événements de la culture pop les plus importants de 2021. Evening Standard la qualifie de « plus grande querelle de la musique », car « les anciens catalogues changent régulièrement de mains dans les coulisses, mais ne font presque jamais la une des journaux ». Les hashtags « #IStandWithTaylor » et « #WeStandWithTaylor » sont tendance dans le monde entier sur Twitter à la suite de la publication de Swift,,. Billboard écrit, depuis la controverse, les artistes « se rangent pour la Team Swift ou la Team Braun, créant la bataille la plus publique sur les masters d'un artiste de mémoire récente ».

### Industrie du divertissement

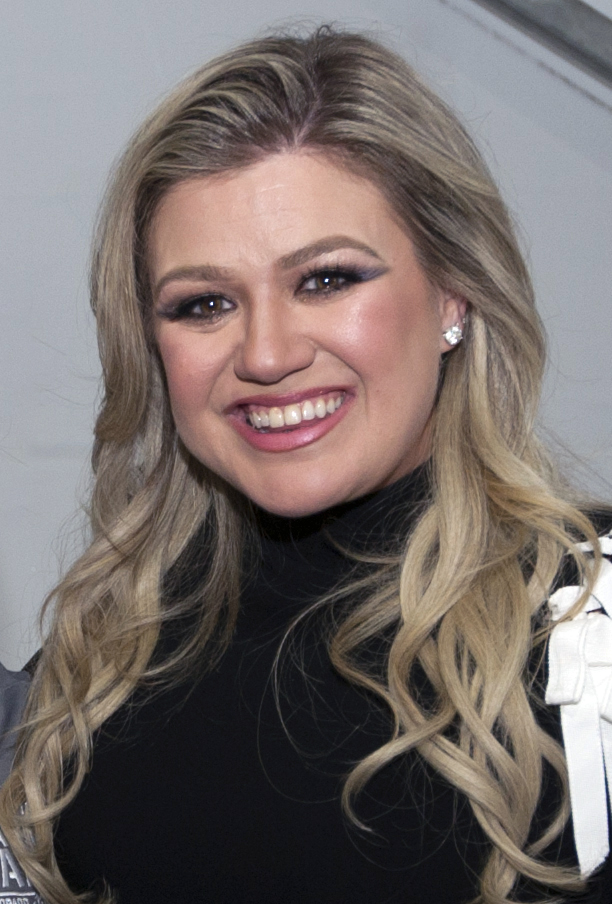
Kelly Clarkson exhorte Swift à réenregistrer les albums.

La réponse de Swift et ses publications sur les réseaux sociaux suscite le soutien de plusieurs de ses contemporains. Les musiciens qui la soutiennent ouvertement incluent Dionne Warwick, Anne Murray, Cher, Selena Gomez, Halsey, Iggy Azalea, Sara Bareilles, Lily Allen, Tinashe, Ella Eyre, Hayley Kiyoko, Camila Cabello, Jordan Pruitt, Brendon Urie, Kelsea Ballerini, JoJo, Azealia Banks, The Regrettes, Echosmith, Antonoff, Haim, Alessia Cara, Allie X, Hrvy, Gretchen Peters, Iza, Katy Perry, et Anita Baker, qui sont d'accord avec Swift sur le fait que les artistes devraient légitimement posséder leur musique. La musicienne américaine Sky Ferreira soutient Taylor Swift et raconte sa propre bataille pour ses masters : « l'industrie du divertissement est remplie d'intimidateurs et d'idiots sous-qualifiés avec beaucoup trop de pouvoir pour leur propre bien ». Interrogé sur sa position, l'auteur-compositeur-interprète anglais Ed Sheeran déclare : « J'en ai parlé directement avec [elle], comme je le fais toujours ». La chanteuse américaine Kelly Clarkson, dans un tweet, exhorte Taylor Swift à réenregistrer les albums ; « Vous devriez y aller et réenregistrer toutes les chansons dont vous ne possédez pas les masters exactement comme vous les avez faites […] J'achèterais toutes les nouvelles versions juste pour prouver quelque chose ». D'autres chanteurs ont arrêté de suivre Scooter Braun sur les réseaux sociaux,. À côté des musiciens, des célébrités comme Cara Delevingne, Heidi Montag, Sara Sampaio, Martha Hunt, Gigi Hadid, Antoni Porowski, Bobby Berk, Ruby Rose, Jameela Jamil, Joseph Kahn, Mike Birbiglia et Mamrie Hart soutiennent également soutenu la chanteuse via des publications sur les réseaux sociaux.
Quelques musiciens soutiennent Braun, notamment l'auteure-compositrice-interprète australienne Sia, le chanteur Ty Dolla Sign et les clients de Braun, Bieber et Lovato. Lovato et Sia déclarent qu'elles considèrent Braun comme étant un « homme bon » et que ses actions ne sont pas personnelles,. L'artiste américain Todrick Hall, qui est un ancien client de Braun, soutient Swift et accuse Braun d'homophobie ; Hall s'engage dans une dispute avec Lovato sur Twitter. Dans une publication Instagram, Bieber s'excuse auprès de Swift pour la capture d'écran FaceTime (avec Braun et West) qu'il a publiée en 2016 avec une légende la ciblant ; cependant, Bieber défend Braun, affirmant que ce dernier la soutient depuis qu'elle a laissé Bieber être la première partie de sa tournée Fearless et ajoute « des années ont passé, nous ne nous sommes pas croisés et n'avons pas pu communiquer nos différences, nos blessures ou nos frustrations. Donc, que vous le transmettiez sur les réseaux sociaux et que vous incitiez les gens à détester Scooter, ce n'est pas juste ». L'épouse de Bieber, Hailey, le qualifie de "gentleman" sous le post, ce qui incite Delevingne à critiquer les Bieber pour ce qu'elle considère comme une amitié peu sincère. Grande, également cliente de Braun, publie une story Instagram félicitant Braun pour l'achat, mais la supprime après que Swift ait publié sa déclaration. David Geffen, un directeur musical que Braun a souvent décrit comme un mentor, soutient Braun mais déclare que « seul le temps nous dira qui a pris une sage décision ».

### Politiciens
Le 19 novembre 2019, la sénatrice américaine Elizabeth Warren, qui est l'une des candidates démocrates à l'élection présidentielle américaine de 2020, déclare sur Twitter que Taylor Swift est « l'une de celles » dont le travail est menacé par des sociétés de capital-investissement, qui « engloutissant de plus en plus de notre économie, coûtant des emplois et détruisant des industries entières ». Tenir les sociétés de capital-investissement responsables est une grande partie de la campagne présidentielle de Warren. La représentante américaine Alexandria Ocasio-Cortez se range également du côté de Swift. Elle tweet : « Les pratiques prédatrices des groupes de capital-investissement nuisent activement à des millions d’Américains. Leurs rachats par emprunt ont détruit la vie des travailleurs du commerce de détail à travers le pays, supprimant plus d’un million d’emplois. Maintenant, ils tiennent en otage la propre musique de [Swift]. Il faut les maîtriser ».
L'homme d'affaires américain Glenn Youngkin est l'ancien co-PDG du groupe Carlyle, le principal sponsor de l'achat par Braun de Big Machine et des masters de Swift. Il se présente aux élections de 2021 en tant que candidat républicain au poste de gouverneur de Virginie. Le 6 octobre 2021, avant les élections, l'ancien gouverneur et candidat démocrate Terry McAuliffe lance une série de publicités négatives sur Facebook, Instagram et Google Search, liant Youngkin à l'achat. La publicité inclut le slogan #WeStandWithTaylor, un hashtag utilisé par les fans de Swift lors des retombées du conflit, et demande à ses partisans de voter pour McAuliffe. Le porte-parole de Youngkin, Christian Martinez, déclare que « McAuliffe a atteint le stade du désespoir dans sa campagne où il lance les attaques les plus infondées pour voir ce qui fonctionne ». De plus, NPR souligne un rapport de juillet 2021 d'Associated Press selon lequel McAuliffe lui-même a investi un minimum de 690 000 $ dans Carlyle entre 2007 et 2016. Le porte-parole de McAuliffe, Renzo Olivari, confirme que McAuliffe était un investisseur « passif » de Carlyle en 2019, au moment de la vente des masters, et qu'il possède moins de 5 000 $ d'actions Carlyle.
Jared Polis, le 43e gouverneur du Colorado, mentionne le projet de réenregistrement deTaylor Swift comme un moment fort de 2021 dans son discours annuel de gouverneur à l'État le 14 janvier 2022, et chante le refrain de 22 (Taylor's Version) en référence au nouvelle année 2022,.

### Critiques contemporaines
Les publications soulignent l'opposition publique de Swift à l'acquisition comme étant pionnière : alors que la question de la propriété principale et les conflits entre les maisons de disques et des artistes tels que Prince, les Beatles, Janet Jackson et Def Leppard sont connus, Taylor Swift est l'une des rares à le rendre public,,,. Les journalistes de Rolling Stone décrivent la dispute comme l'un des 50 « moments les plus importants » des années 2010. Dominic Rushe du Guardian écrit que la situation de Swift fait allusion à un changement dans l'ère de la musique numérique, où les artistes sont mieux informés de leur propriété et ne s'appuient plus autant sur les maisons de disques pour leur marketing que par le passé. Reconnaissant la visibilité qu'elle apporte à « l'un des problèmes les plus anciens de l'industrie musicale », le critique de Pitchfork, Sam Sodomsky, déclare que Swift « est si énorme — pas seulement une artiste mais une marque — qu'elle peut apporter des changements en utilisant l'effet de levier de la fiabilité de son succès », et que lorsqu'elle fait une déclaration, il est « financièrement lucratif pour l'industrie d'écouter ». Katie Rosseinsky de l'Evening Standard écrit : « Il ne s'agit pas simplement d'une autre querelle de célébrités, cela pourrait avoir des répercussions de grande envergure sur l'industrie musicale »
Le New York Times, l'AV Club et MarketWatch estiment que les critiques de Swift visent les sociétés de capital-investissement, soulignant sa mention du groupe Carlyle dans ses publications sur les réseaux sociaux. Le New York Times déclare : « À une époque d'indignation du public face à la cupidité des entreprises et de prise de conscience accrue des dynamiques de pouvoir basées sur le genre, Mme Swift, 29 ans, a réussi à transformer un différend commercial en une cause célèbre ». Meera Jagannathan de MarketWatch décrit le groupe Carlyle comme une entreprise « puissante et politiquement connectée » basée à Washington, DC, dont les investissements constituent un portefeuille mondial de 272 sociétés, dont Supreme, Dunkin' Brands et de nombreuses sociétés de l'aérospatiale et de la défense.
Les commentaires critiques sur la décision de Taylor Swift de réenregistrer restent également favorables. Chris Willman de Variety écrit que la décision très médiatisée de la chanteuse de réenregistrer son ancien catalogue inciterait d'autres artistes à « suppléer ou armer davantage les fans dans leurs propres conflits commerciaux », contrairement aux tentatives comparativement moins réussies de ses contemporains de s'approprier leur musique. Spencer Kornhaber de The Atlantic estime que les réenregistrements sont « victoire éblouissante », réfutant les observateurs de l'industrie qui doutent de Swift. Fawzia Khan de Elle et Carrie Battan du New Yorker saluent l'étiquette "(Taylor's Version)" attachée à la musique réenregistrée comme une nouvelle image de marque géniale du catalogue de Swift,. Charlotte Richards, écrivant pour Money Marketing, déclare que la situation aide à comprendre les « investissements dangereux », comme celui de Braun. La journaliste du New Zealand Herald, Lydia Burgham, qualifie cette décision de « doigt d'honneur ultime envers la bureaucratie de l'industrie musicale », tout en révélant que « même une personne aussi puissante que Swift ne peut pas conserver les droits sur son œuvre enregistrée ». Avec le succès de Red (Taylor's Version), Hannah Towey de Business Insider déclare que « l'ère "Taylor's Version" envoie déjà des ondes de choc dans toute l'industrie ».

« À chaque fois que Taylor Swift attire l'attention sur un problème, celuici prend de l'ampleur [..] Elle a un mégaphone vraiment fort et n'est pas effrayée de l'utiliser. Elle a eu beaucoup de succès à engager des changements. »

— James Sammataro, avocat spécialisé dans la musique
Le journaliste du Wall Street Journal, Neil Shah, écrit que pour avoir utilisé son catalogue dans les médias de masse, comme pour des publicités et des films, Swift peut exclure Shamrock et Braun en prêtant directement la chanson concernée au tiers, en approuvant elle-même la licence de droit d'auteur. Kate Dwyer de Marie Claire déclare que les albums réenregistrés libèrent Swift de l'examen sexiste des tabloïds sur sa vie privée qui éclipse ses œuvres passées, en réintroduisant les auditeurs et les critiques dans les mêmes chansons mais sans « autant de préjugés sexistes », et que le public qui « ne croyait pas qu'elle était féministe auparavant (pour une raison sexiste, quelle qu'elle soit) ne peut pas nier les nuances féministes du fait de devenir le porte-parole de l'industrie pour les droits des artistes ».

### Juristes
Divers avocats et cabinets d'avocats publient leurs analyses de la controverse. La majorité souligne le manque de fondement juridique et le fait qu’une action en justice n’est pas viable. Susan H. Hilderley, avocate en musique à la faculté de droit de Los Angeles de l'université de Californie, déclare au Washington Post que le fait que Taylor Swift ne possède pas ses maîtres n'a « rien d'extraordinaire ». Hilderley note qu'elle était une artiste inconnue lorsqu'elle a signé son contrat d'enregistrement et que la signature des masters au label est le « genre de termes » habituellement suivi dans les accords entre artistes et labels. Dans le même ordre d'idées, Erin Jacobson, une avocate spécialisée dans les négociations avec les labels d'artistes, déclare sur CBC News que « la structure d'un label possédant le master est en place depuis si longtemps que beaucoup de gens y sont simplement habitués. ». Elle affirme que Swift n'a aucun recours légal sur le contrat mais peut apporter des changements dans l'industrie musicale et profiter à tous les artistes. Hollywood Reporter consulte les avocats spécialisés en musique Howard King et Derek Crownover au sujet de la controverse ; King déclare que Swift ne poursuivra pas Braun ou le label en raison de la nature « personnelle » du litige (son problème n'étant pas la vente elle-même mais le fait que Braun est l'acheteur) et n'a aucun recours légal. Crownover ajoute : « du point de vue satellite, je ne vois aucune conséquence juridique qui pourrait en découler, à moins qu'il n'y ait des restrictions sur la vente des masters à des tiers ». James Jeffries-Chung de Norton Rose Fulbright affirme que Shamrock ne peut pas empêcher Swift de réenregistrer sa musique par quelque mesure légale qu'elle soit puisqu'elle est l'éditrice de ses chansons et que tout ce qu'ils peuvent espérer, c'est que « les auditeurs seront peut-être moins intéressés à entendre des versions modernes de chansons qu'ils appréciaient il y a dix ans et restent fidèles aux originaux ».

## Héritage

### Reconnaissance
Lors de l'événement Billboard Women in Music 2019, Swift reçoit le premier prix de la femme de la décennie pour les années 2010. Dans son discours de remerciement, elle s'adresse publiquement à Braun pour la première fois, critiquant son « privilège masculin toxique » et le « monde non réglementé du capital-investissement qui entre et achète de la musique [d'artistes] comme s'il s'agissait d'un bien immobilier, comme s'il s'agissait d'une application, d'une application ou d'une ligne de chaussure. ». Elle a affirmé qu'aucun des investisseurs « n'a pris la peine de me contacter directement, moi ou mon équipe, pour faire preuve de diligence raisonnable sur leur investissement, sur leur investissement en moi. Pour demander ce que je pourrais penser du nouveau propriétaire de mon art, de la musique que j'ai écrite, les vidéos que j'ai créées, les photos de moi, mon écriture, les designs de mes albums. ».
En décembre 2021, Billboard reconnait Swift comme « la plus grand pop star de 2021 », affirmant qu'elle « a réécrit les règles de l'industrie et a connu l'une des années les plus marquantes de sa riche carrière pop sans même sortir un tout nouvel album ». Le magazine déclare que le « succès sans équivoque » de Fearless (Taylor's Version) et Red (Taylor's Version) prouvent l'acceptation généralisée des enregistrements, qui remplacent les anciennes versions comme « celles que les auditeurs digéreront et se soucieront de voir grandir ». La Recording Academy déclare que les « Taylor's Versions » sont une tendance musicale qui définit 2021. Swift et son entreprise de réenregistrement sont présentées dans un montage vidéo de Vox résumant les principaux événements mondiaux de l'année. Rolling Stone classe l'achat par Braun des masters de Swift comme l'une des 50 pires décisions prises dans l'histoire de l'industrie musicale et note le rôle de Swift dans le changement de la perception du public du concept de réenregistrement ou de remasterisation.

### Impact financier
Les réenregistrements connaissent un large succès,. L'original Fearless figurait au numéro 157 du classement américain Billboard 200 avant l'impact de Fearless (Taylor's Version), après quoi l'original voit ses ventes chuter de 19 % et sortir du classement, tandis que le réenregistrement fait ses débuts au numéro un. Ben Sisario du New York Times estime que Fearless (Taylor's Version) « a accompli ce qui semblait être l'un des objectifs de Swift : enterrer l'original Fearless. », La Fédération internationale de l'industrie phonographique la présente comme la soliste et artiste féminine la plus vendue au monde en 2021. Forbes estime ses revenus pour 2021 à 52 000 000 $ US et que « recréer son catalogue la prépare également à un salaire potentiellement énorme ». Ses droits de publication sur ses six premiers albums sont évalués à 200 millions de dollars en 2022. Rolling Stone rapporte en janvier 2022 qu'elle est la musicienne la mieux payée de 2021, grâce à Fearless (Taylor's Version) et Red (Taylor's Version), devant des artistes ayant sorti de tout nouveaux albums cette année-là. En décembre 2022, Billboard réitére son affirmation selon laquelle Swift est la musicienne la mieux rémunérée en 2021, remportant environ 65,8 millions de dollars, suivi du groupe anglais les Rolling Stones (55,5 millions de dollars).

### Synchronisation
« Every week, we get a dozen synch requests to use "Shake It Off" in some advertisement or "Blank Space" in some movie trailer, and we say no to every single one of them. And the reason I'm rerecording my music next year is because I do want my music to live on. I do want it to be in movies, I do want it to be in commercials. But I only want that if I own it. »
— Taylor Swift

« Chaque semaine, nous reçevont des dizaines de demandes pour utiliser Shake It Off dans des publicités ou Blank Space dans des bande-annonce de films, et nous refusons chacune d'entre elles. Et la raison est que je vais réenregistrer ma musique l'année prochaine parce que je veux que ma musique vive. Je veux qu'elle soit dans des films. Je veux qu'elle soit dans des publicités. Mais seulement si elle m'appartient. »
Swift refuse clairement d'autoriser les demandes de synchronisation pour les versions originales des chansons de ses six premiers albums, conseillant plutôt d'utiliser ses versions réenregistrées. L'acteur américain et frère de Swift, Austin, gère les licences de ses chansons. Une reprise de Look What You Made Me Do (2017), le premier single de Reputation, figure dans le générique d'ouverture d'un épisode (diffusé le 24 mai 2020) de la série de thrillers d'espionnage Killing Eve. L'artiste crédité comme l'interprète de la reprise, Jack Leopards & the Dolphin Club, n'a aucune existence documentée avant la sortie de la chanson. Il est conduit par un chanteur masculin anonyme, spéculé par certains médias comme étant Austin, et est produit par Jack Antonoff et Nils Sjöberg, ce dernier étant un pseudonyme de Swift. Parce que Swift ne peut pas réenregistrer Reputation au moment de la diffusion de l'épisode, certains pensent que la reprise est un de ses moyens pour contourner les problèmes potentiels qui surgiraient avec Big Machine concernant l'octroi des droits d'auteur sur Killing Eve. Une licence de droit d'auteur est obligatoire pour utiliser une chanson dans une œuvre visuelle ; sinon, le propriétaire du droit d'auteur est autorisé à imposer une amende ou à porter plainte contre la partie qui a utilisé la chanson sans licence,.

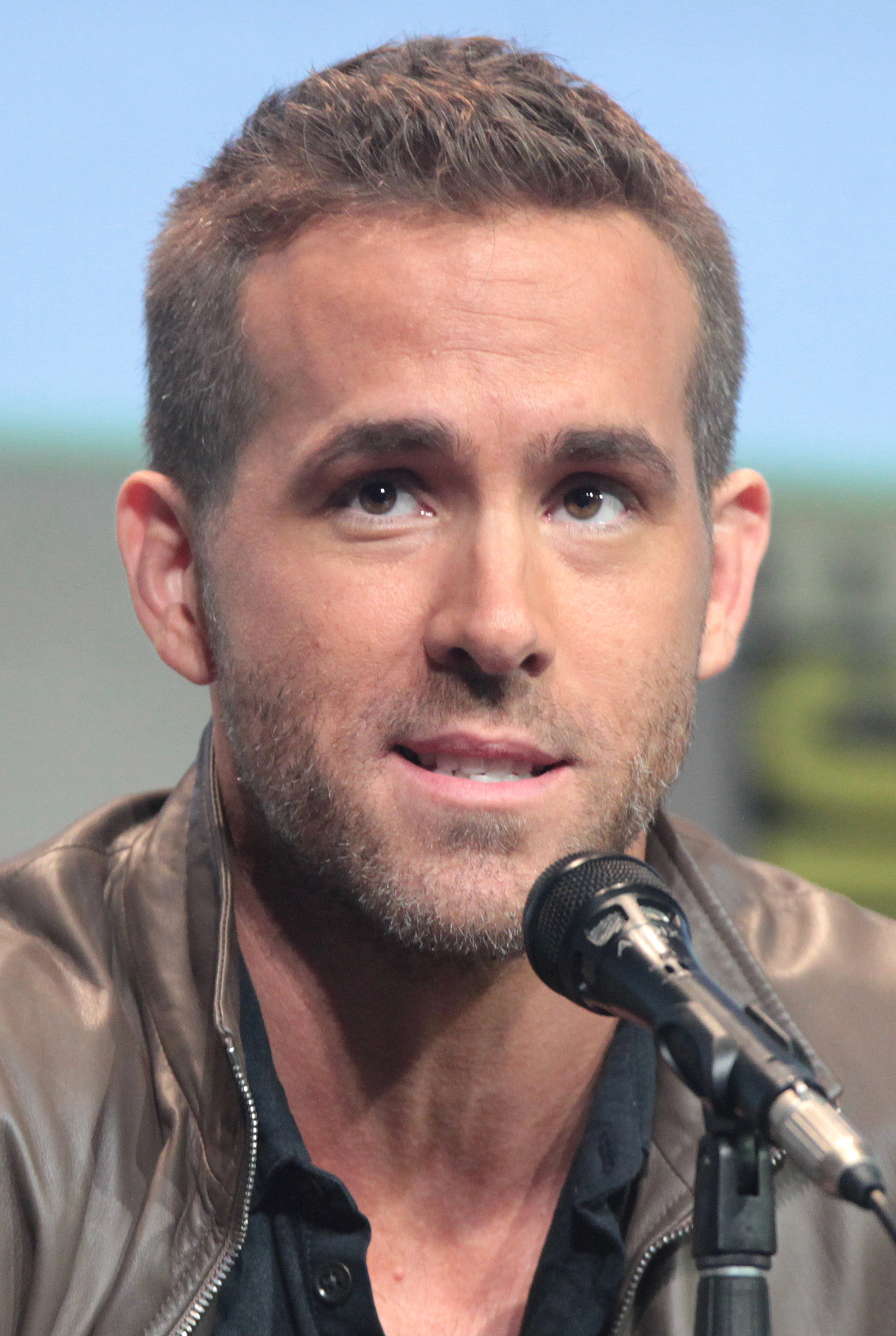
Une publicité Match.com réalisée par Ryan Reynolds (photo) est la première production à utiliser une chanson Swift réenregistrée.

Les morceaux réenregistrés sont présentés dans divers médias visuels : Love Story (Taylor's Version) apparaît dans une publicité produite par l'acteur américain Ryan Reynolds pour l'application de rencontres Match.com. Wildest Dreams (Taylor's Version) est largement utilisé dans les bande-annonce du film d'aventure animé Spirit : L'Indomptable (2021) et dans un épisode de la série fantastique de Netflix Destin : La Saga Winx (2022). Les bande-annonce de la série dramatique romantique de Prime Video L'Été où je suis devenue jolie utilisent des parties de This Love (Taylor's Version) et Back to December (Taylor's Version),. Message in a Bottle (2021) et l'inédit Bad Blood (Taylor's Version) sont présents dans le film d'animation de super-héros Krypto et les Super-Animaux (2022).
Selon Billboard, les cinéastes sont conscients que « les chansons Swift dans les scènes ou les bande-annonce créent instantanément une audience de streaming et d'achat de billets » et que « les superviseurs musicaux sont heureux de jouer le jeu ». Mike Knobloch, président de la musique et de l'édition de la société américaine de médias de masse NBC Universal (qui a sorti Spirit Untamed) et qui a également travaillé avec l'équipe de Swift pour le morceau I Don't Wanna Live Forever de Cinquante Nuances plus sombres (2016), affirme que « Swift expose une nouvelle musique à un public le plus large possible. Pour l'instant, sa stratégie se concentre sur les films familiaux, mais il est peu probable que cette approche dure éternellement […] Elle fait partie d'une courte liste d'artistes qui ont un impact sur le public le plus large. Si cela se traduit par les films familiaux comme cible, alors cela a du sens. Mais je ne pense pas qu'elle fasse cela exclusivement. ».

### Activité des fans
Les journalistes et les médias créditent les fans de Swift, communément appelés « Swifties », pour avoir aidé Swift à amplifier la publicité entourant la controverse et le succès de ses efforts de réenregistrement,,. De son côté, Braun affirme que Swift a "militarisé" sa base de fans en rendant le différend public.
Le 30 juin 2019, à la suite de l'annonce de l'acquisition de Big Machine par Braun — et avec elle le catalogue de Swift — nombre de ses amis l'ont félicité sur les réseaux sociaux ; l'entrepreneur américain David Grutman sous-titre une capture d'écran du titre de l'actualité avec "QUAND VOTRE AMI ACHETE TAYLOR SWIFT" dans sa story Instagram, que Braun republie sur son compte. L'histoire et sa nouvelle publication sont rapidement supprimées après que les fans de Swift ait affirmé comme reflétant la véritable intention de Braun. Le 22 novembre 2019, Braun publie sur Instagram affirmant qu'il a reçu des menaces de mort de la part des fans de Swift et qu'il souhaite avoir une conversation avec elle au sujet du différend. Il écrit : « Je suis certain qu’aucune situation ne mérite de mettre en danger la sécurité de qui que ce soit » Le siège social de Big Machine à Nashville ferme plus tôt le 14 novembre 2019 en raison de « menaces de mort directes et hostiles » proférées contre les employés de l'entreprise. Une pétition en ligne lancée par un fan sur Change.org, appelant Braun, Borchetta et le groupe Carlyle « à cesser de prendre en otage l'art de Swift », rassemble 35 000 plaignants au cours des trois premières heures. Michael Jones, directeur général des campagnes de Change.org, décrit la pétition comme « l'une des pétitions qui connaît la croissance la plus rapide sur la plateforme ce mois-ci ».
Les fans extraient également des informations sur le groupe Carlyle et affirme qu'il a des liens avec la guerre civile au Yémen. Par la suite, des publications telles que le New York Times confirment que Carlyle possède le constructeur aérospatial Wesco Aircraft Holdings, qui fournit des pièces pour la construction d'avions de combat saoudiens utilisés pour larguer des bombes au Yémen,,. Après la sortie de Fearless (Taylor's Version), les fans bloquent les morceaux de Fearless (2008) sur leurs plateformes de musique numérique, telles que Spotify, pour éviter de les diffuser accidentellement, afin de faire « disparaître » les anciens enregistrements, Dans l'épisode du 12 mai 2022 de The Tonight Show Starring Jimmy Fallon, dans son monologue d'ouverture, l'animateur Jimmy Fallon résume plusieurs spéculations de fans sur le prochain album réenregistré de Swift, théorisant qu'il s'agit soit de Speak Now (Taylor's Version), 1989 (Taylor's Version), ou les deux à la fois.

### Reconnaissance par les pairs
L'auteure-compositrice-interprète américaine Olivia Rodrigo déclare qu'elle a négocié avec son label pour posséder elle-même les masters de sa musique, après avoir observé la bataille de Swift tandis que le rappeur américain Snoop Dogg cite les réenregistrements de Swift dans son envie de vouloir réenregistrer son premier album, Doggystyle (1993), mais ne pas pouvoir pas se résoudre à le faire parce qu'il est incapable de reproduire le « sentiment ». Le chanteur américain Joe Jonas dit souhaiter réenregistrer l'ancien catalogue des Jonas Brothers, tout comme Swift alors que le musicien canadien Bryan Adams déclare qu'il a réenregistré son ancien catalogue à la suite d'un désaccord avec son label et remercie Swift de l'avoir inspiré à le faire. Dave Grohl, leader du groupe de rock Foo Fighters, s'est dit « profondément impressionné » par Swift et soutient sa vision. Le groupe de rock américain The Departed lui attribue également le mérite de les avoir inspirés à réenregistrer.
L'auteure-compositrice-interprète américaine Ashanti annonce son intention de réenregistrer son premier album éponyme pour gagner la maitrise de ses masters, et déclare à Metro qu'elle s'est sentie « responsabilisée » par Swift ; elle ajoute : « Je pense que Taylor est incroyable pour ce qu'elle a fait et pouvoir être une femme dans cette industrie très dominée par les hommes, accomplir cela est incroyable. Posséder votre propriété et avoir la chance de devenir propriétaire de votre créativité est tellement important. Homme, femme, chanteur, rappeur, ou autre, j'espère que c'est une leçon que les artistes vont apprendre. ». Dans la même idée, l'auteure-compositrice-interprète indonésienne Niki raconte que Swift l'a inspirée à réenregistrer et à « réimaginer » ses chansons originales qu'elle avait supprimées de YouTube après avoir signé sur son label et que ces morceaux réenregistrés feront partie de son deuxième album studio, Nicole (2022).
La mondaine américaine Paris Hilton publie une version « mise à jour » de sa chanson de 2006, Stars Are Blind, rebaptisée Stars are Blind (Paris' Version), le 30 décembre 2022 tandis que la chanteuse américaine de R&B SZA fait l'éloge de Swift dans son interview de Femme de l'année 2023 avec Billboard : « Taylor a laissé tomber toute cette situation avec ses masters, puis a vendu tous ces putains de disques. C'est le plus gros 'va te faire foutre' à l'establishment que j'ai jamais vu de ma vie, et j'applaudis profondément cette merde. » La chanteuse britannique Rita Ora remercie Swift de l'avoir incitée à acheter elle-même ses masters.
Le rappeur américain Offset, ancien membre du groupe hip hop Migos, affirme qu'il est le « Taylor Swift du rap » à la suite d'un différend avec Quality Control Music, son ancien label, au sujet de sa carrière solo ; il déclare chercher à « contrôler ses enregistrements principaux ». La chanteuse américaine Melissa Etheridge décrit les réenregistrement comme « le projet musical le plus impressionnant que j'ai jamais vu. ».

### Changements systémiques
Le 12 novembre 2021, le Wall Street Journal rapporte qu'Universal Music Group, la société mère du label actuel de Swift, a doublé la durée qui interdit aux artistes de réenregistrer leurs œuvres dans le cadre de leurs contrats d'enregistrement ultérieurs. Le journal déclare que ce changement représente « un changement de dynamique de pouvoir dans le secteur de la musique », alors que les artistes commencent à exiger de meilleures parts de revenus et une meilleure propriété des enregistrements de leur musique, incités par la situation de Taylor Swift. Weverse déclare que « l'industrie du disque a observé de près le projet de réenregistrement [de Swift] pour voir où il pourrait aller et a récemment commencé à réagir » et souligne que les musiciens commencent à exiger les droits sur leurs enregistrements « de plus en plus souvent » à la suite de la controverse.
Le 17 novembre 2021, iHeartRadio annonce que ses stations de radio ne diffuseraient désormais que les chansons « Taylor's Version », avec l'intention de remplacer le reste des enregistrements plus anciens par les morceaux réenregistrés dès leur sortie officielle.

### Inspiration musicale
Les chansons de chacun des albums 2020 de Swift, my tears ricochet et mad woman de folklore, et it's time to go d'evermore, sont soulignées par les critiques pour leurs références au différend, à Borchetta, et à Braun. my tears ricochet raconte comment Swift s'est senti trahi par Borchetta et utilise une métaphore funéraire, tandis que mad woman parle du gaslighting subit par Swift aux mains de Braun. Une interprétation largement répandue veut que les morceaux Vigilante Shit et Karma de son album de 2022, Midnights, soient des diss songs sur Braun,,.
Le critique de Vulture Jason P. Frank déclare que la décision de la chanteuse américaine Demi Lovato de sortir son album de remix de 2023, Revamped, a été inspirée par les réenregistrements de Swift.

### Attention académique
La controverse fait également l’objet d’études dans les établissements d’enseignement supérieur. Le 4 octobre 2021, l'université Rafael Landívar au Guatemala organise une conférence sur le thème « Protection internationale du droit d'auteur : analyse du cas de Taylor Swift ». En janvier 2022, un cours du semestre de printemps axé sur la carrière de Swift et son impact culturel est lancé à la Tisch School of the Arts de l'université de New York, avec « le droit d'auteur et la propriété » comme l'un des sujets couverts par le programme. L'université Queen's de Kingston propose un cours au semestre d'automne, intitulé « Taylor Swift's Literary Legacy (Taylor's Version) », axé sur son impact sociopolitique sur la culture contemporaine ; son programme comprend l'étude de certaines chansons des albums studio de Swift, avec l'utilisation de versions réenregistrées dans la mesure du possible.